# Punica (Silius Italicus)
Pour les articles homonymes, voir Punica (homonymie) et Guerre punique (homonymie).
Les Punica (ou La Guerre punique) sont un poème épique écrit au Ier siècle par le poète latin et ancien consul Silius Italicus narrant la deuxième guerre punique. Composée de 12 000 vers répartis en 17 chants, l'œuvre a été écrite vers la fin de la dynastie des Flaviens. Inachevée, elle avait sans doute pour ambition d'être une « Énéide et demie », c'est-à-dire en 18 chants.

## Une oeuvre nourrie d'oeuvres
Grand admirateur de Virgile et de son oeuvre, le consul Silius reprend dans ses Punica un remarquable nombre de lieux communs partagés tant par le panégyriste d'Auguste que par les sources plus anciennes du discours épique gréco-romain, comme l'ekphrasis du bouclier d'Hannibal que l'on retrouve dans l'Énéide avec le bouclier d'Énée (chant VIII) et dans l'Iliade avec le bouclier d'Achille (chant XVIII) :

« Tout à coup surviennent des présents magnifiques offerts au général carthaginois par les nations de l'Océan : un bouclier dont l'éclat répandait la terreur, c'était un ouvrage de Galice ; un casque surmonté d'un cimier étincelant, et d'où s'élevait une aigrette brillante dont les plumes blanches comme la neige allaient se balançant avec grâce. On y avait joint une épée et une lance qui devait être funeste à tant de guerriers, une cuirasse d'un triple tissu de chaînons d'or, défense impénétrable à tous les traits. Les diverses pièces de cette armure faite d'airain, ou de l'acier le plus pur, réunissaient toutes les richesses du Tage. Annibal parcourt des yeux chaque objet avec transport, et y reconnaît avec joie l'origine de sa patrie.
Didon y bâtissait les forts de Carthage naissante.
La jeunesse, après avoir tiré ses vaisseaux sur le rivage, s'y livrait avec ardeur aux travaux. Les uns jettent des môles devant le port; les autres reçoivent du juste Blitias les huttes et les habitations ; la répartition en est confiée à sa vieillesse vénérable. On montre avec orgueil la tête d'un cheval belliqueux, trouvée en creusant la terre ; et la cité salue l'heureux augure de ses joyeuses clameurs. Au milieu de ce spectacle paraissait Énée qui, après avoir perdu sa flotte et ses compagnons, et, fuyant sur les mers, venait, en suppliant, demander un asile. Didon, cette reine infortunée, le contemple d'abord d'un air satisfait et empressé, et bientôt lui jette des regards de tendresse. La main habile de l'artiste y avait ciselé la grotte et l'union clandestine des deux amants. On croit entendre retentir les airs des cris auxquels se mêlent les aboiements des chiens. Des troupes de chasseurs effrayés couraient se cacher au sein des forêts. Non loin de là, la nouvelle flotte des Troyens avait déjà quitté le rivage, et gagnait la haute mer, sans s'inquiéter d'Élise qui les rappelait en vain.
Cette reine, debout sur un bûcher élevé, venait de se donner le coup mortel, et chargeait les Tyriens futurs du soin de la venger les armes à la main. Le Troyen, du milieu des ondes, contemplait ce bûcher embrasé, et ouvrait toutes ses voiles à sa grande destinée [...] »

— Silius Italicus, Les Punica, livre II

## Description de l'enfer

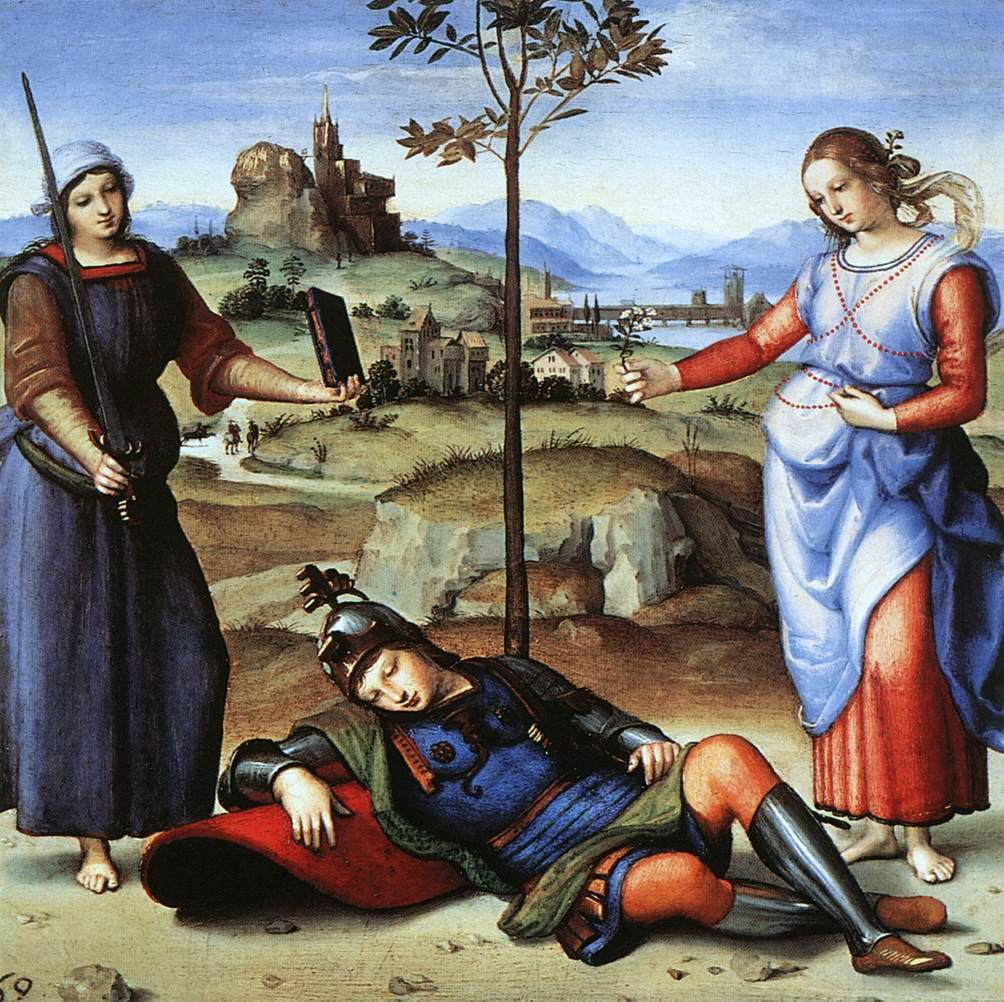
Raphaël, La vision d'un cavalier, peinture inspirée du livre des Punica.

Silius Italicus fait également descendre son héros aux Enfers, selon la tradition de l'épopée classique. Dans l'Antiquité, chaque poème épique d'une certaine épaisseur décrivait en effet les Enfers, le règne des morts, en changeant, selon les intentions de l'auteur, les caractéristiques « fixes » que la mythologie avait établies. Ainsi, les Enfers n'étaient pas un passage obligé que pour les âmes des défunts ; en connaissent précisément le rituel du sacrifice, les mortels – artistes ou héros – pouvaient y parvenir et converser avec les ombres des personnalités célèbres, ou de leurs parents.
Les héros des poèmes épiques, de cette manière, obtenaient d'énormes avantages dans la préparation de leurs plans, en pouvant accéder à la connaissance de ce qui s'était passé dans des lieux lointains, et, encore plus utile, avoir des informations crédibles sur les évènements à venir qu'ils auront à affronter.
Les exemples les plus fameux sont la catabase d'Ulysse aux Enfers dans l'Odyssée d'Homère (chant XI), et celle d'Énée dans l'Énéide de Virgile (chant VI).
Il est rarement remarqué, sans doute parce qu'il est chanté par un poète considéré à tort ou à raison comme mineur, que Scipion l'Africain, à l'âge de 23 ou 24 ans, aurait eu la possibilité d'utiliser cette source d'informations. Silius Italicus, dans ses Punica, porte le héros romain au seuil du lac Averne, en Campanie, et le fait parler avec les âmes des morts.

« Va donc, après t'être purifié, va à l'entrée voisine de l'Averne, quand la nuit humide sera au milieu de sa carrière; et offre à l'inflexible dieu les victimes dont je t'ai parlé. Prends aussi avec toi du miel et du vin le plus pur ». Scipion, que ces avertissements et l'espoir de contempler la sibylle ont rempli de joie, prépare en secret le sacrifice indiqué. Quand l'heure marquée est venue, et que la nuit a partagé en intervalles égaux le temps des ténèbres, il se lève et se dirige vers la noire entrée du Tartare, où, fidèle à ses promesses, se tenait déjà la sibylle, siégeant dans l'antre du Styx. »

— Silius Italicus, Les Punica, chant XIII

## Éditions
- Silius Italicus, La Guerre punique, 4 tomes. Texte établi et traduit par Pierre Miniconi, Georges Devallet, Josée Volpilhac-Lenthéric et Michel Martin. Paris : Les Belles Lettres, coll. des Universités de France, 2003 (première édition 1979).
- Édition et traduction par Désiré Nisard en 1878